# Vattendjävul
En vattendjävul är ett fenomen som uppstår när en stoftvirvel kommer ut över vatten och reser en vattenpelare på upp till flera meter. De uppstår oftast vid klart väder, vindstilla och varmt där kraftigt soluppvärmd markyta medför uppåtgående vindar i en virvelrörelse på ett begränsat område som sedan rör sig ut över vattnet. Vattendjävlar är, till skillnad mot stoftvirvlar, ganska ovanliga.

## Etymologi
Namnet kommer troligen från att stoftvirvel på engelska heter dust devil ("stoftdjävul").